# Antonio Ruiz Uribe
Antonio Ruiz Uribe; (Concepción, 1765 - 3 de abril de 1838). Hijo de Guillermo Ruiz y Juana Uribe. En el Convento de San Francisco de Concepción estudió filosofía y teología, recibiendo el título de doctor.
Se ordenó sacerdote (1793) y fue capellán de coro, teniente cura de Ninhue y desde 1796 a 1804 sirvió la vice parroquia de Cuyuname; en 1804 pasó a la plaza de San Pedro, que sirvió por corto tiempo.
Por oposición se ganó la parroquia de Ránquil (1804) y se fue a ella acompañado de su hermano Pastor Ruiz, que le servía de teniente cura. Estuvo ahí hasta 1816. 
Fue un poderoso auxiliar de la causa patriota en la independencia. Electo diputado suplente por Lautaro, en 1823, pero nunca llegó a incorporarse en propiedad al Congreso. En 1825 fue elegido diputado en propiedad, representando a Valdivia y La Unión.
En 1826 fue nombrado canónigo de Concepción y por muerte del vicario capitular, Isidro Pineda, el Cabildo eclesiástico le nombró en el cargo en 1830. Se mantuvo poco tiempo en el cargo. A la llegada de José Ignacio Cienfuegos, nuevo obispo, le obligó a renunciar.